# Xylosma
Xylosma is een geslacht van tweehuizige planten uit de wilgenfamilie (Salicaceae). Het geslacht telt ongeveer honderd soorten die alle groenblijvend zijn en stekels hebben. In het systeem van Tachtadzjan werd het geslacht ingedeeld bij de familie Flacourtiaceae. Die familie wordt in APG III niet onderscheiden, en het grootste deel ervan krijgt een plek in de wilgenfamilie.

## Kenmerken
De bladeren zijn fijn gekarteld en staan in kransen op de takken. De bladeren zijn tussen de twee en de tien centimeter lang. De bloemen zijn klein en geel en zijn tussen de een en drie centimeter lang. De bessen zijn paars-zwart en zijn 5 tot 10 millimeter in doorsnee. Een bes bevat tussen de twee en de acht zaden. 

## Verspreiding
Het geslacht komt oorspronkelijk uit de tropen en de subtropen. Het geslacht komt voor in Noord- en Zuid-Amerika, het Caribisch gebied, Zuid-Azië, het noorden van Australazië en het eilandenrijk in de Grote Oceaan. Xylosma congestum en Xylosma japonicum komen echter ook in Oost-Azië voor.

## Ecologie en gebruik
Veel planten uit het geslacht zijn waardplanten voor bepaalde vlindersoorten zoals Cupha erymanthis. De soorten worden gebruikt als sierplant en in sommige gevallen als haag. Van de bladeren kunnen diverse medicijnen en narcotica gemaakt worden.

## Soorten
- Xylosma acunae Borhidi & O.Muñiz
- Xylosma avilae Sleumer
- Xylosma bahamensis (Britton) Standl.
- Xylosma benthamii (Tul.) Triana & Planch.
- Xylosma bernardiana Sleumer
- Xylosma boliviana Sleumer
- Xylosma boulindae Sleumer
- Xylosma brachystachys Craib
- Xylosma buxifolia A.Gray
- Xylosma capillipes Guillaumin
- Xylosma characantha Standl.
- Xylosma chiapensis Lundell
- Xylosma chlorantha Donn.Sm.
- Xylosma ciliatifolia (Clos) Eichler
- Xylosma cinerea (Clos) Hemsl.
- Xylosma claraensis Urb.
- Xylosma confusa Guillaumin
- Xylosma congesta (Lour.) Merrill
- Xylosma controversa Clos
- Xylosma cordata (Kunth) Gilg
- Xylosma coriacea (Poit.) Eichler
- Xylosma crenata H.St.John
- Xylosma domingensis (Urb.) M.H.Alford
- Xylosma dothioensis Guillaumin
- Xylosma elegans (Tul.) Triana & Planch.
- Xylosma fawcettii Urb.
- Xylosma flexuosa (Kunth) Hemsl.
- Xylosma gigantifolia Sleumer
- Xylosma glaberrimum Sleumer
- Xylosma grossecrenatum (Sleumer) Lescot
- Xylosma guillauminii Sleumer
- Xylosma hawaiiense Seem.
- Xylosma hispidula Standl.
- Xylosma horrida Rose
- Xylosma iberiensis J.E.Gut.
- Xylosma inaequinervia Sleumer
- Xylosma intermedia (Seem.) Triana & Planch.
- Xylosma kaalensis Sleumer
- Xylosma lancifolia Sleumer
- Xylosma lifuana Guillaumin
- Xylosma lineolata Urb. & Ekman
- Xylosma longifolia Clos
- Xylosma longipedicellata A.Pool
- Xylosma longipetiolata Legname
- Xylosma lucida (Tul.) Sleumer
- Xylosma luzonensis Clos
- Xylosma maidenii Sleumer
- Xylosma martinicensis (Krug & Urb.) Urb.
- Xylosma molesta Sleumer
- Xylosma nelsonii Merr.
- Xylosma nervosa Guillaumin
- Xylosma nipensis Borhidi
- Xylosma nitida (Hell.) A.Gray ex Griseb.
- Xylosma obovata (H.Karst.) Triana & Planch.
- Xylosma oligandra Donn.Sm.
- Xylosma orbiculata (J.R.Forst. & G.Forst.) G.Forst.
- Xylosma ovata Benth.
- Xylosma pachyphylla (Krug & Urb.) Urb.
- Xylosma palawanensis Mend.
- Xylosma panamensis Turcz.
- Xylosma pancheri Guillaumin
- Xylosma papuana Gilg
- Xylosma parvifolia Jessup
- Xylosma paucinervosa (Steyerm.) Sleumer
- Xylosma peltata (Sleumer) Lescot
- Xylosma pininsularis Guillaumin
- Xylosma prockia (Turcz.) Turcz.
- Xylosma proctorii Sleumer
- Xylosma pseudosalzmannii Sleumer
- Xylosma pubescens Griseb.
- Xylosma quichensis Donn.Sm.
- Xylosma raimondii Sleumer
- Xylosma rhombifolia (Britton & P.Wilson) Sleumer
- Xylosma roigiana Borhidi
- Xylosma rubicunda (H.Karst.) Gilg
- Xylosma ruiziana Sleumer
- Xylosma rusbyana Sleumer
- Xylosma samoensis (Christoph.) Sleumer
- Xylosma sanctae-annae Sleumer
- Xylosma schaefferioides A.Gray
- Xylosma schroederi Sleumer ex Herter
- Xylosma schwaneckeana (Krug & Urb.) Urb.
- Xylosma senticosa Hance
- Xylosma serpentina Sleumer
- Xylosma serrata (Sw.) Urb.
- Xylosma shaferi (P.Wilson) R.A.Howard & W.R.Briggs
- Xylosma simulans A.C.Sm.
- Xylosma smithiana Fosberg
- Xylosma spiculifera (Tul.) Triana & Planch.
- Xylosma suaveolens (J.R.Forst. & G.Forst.) G.Forst.
- Xylosma suluensis Merr.
- Xylosma sumatrana Slooten
- Xylosma terrae-reginae C.T.White & Sleumer
- Xylosma tessmannii Sleumer
- Xylosma tuberculata Sleumer
- Xylosma tweediana (Clos) Eichler
- Xylosma velutina (Tul.) Triana & Planch.
- Xylosma venosa N.E.Br.
- Xylosma vincentii Guillaumin
- Xylosma sp. 'Mt Lewis'

... · 
Azara · 
Banara · 
Casearia · 
Dovyalis · 
Flacourtia · 
Populus (Populier) · 
Salix (Wilg) · 
Xylosma · 
...